# عشق وجزاء (مسلسل تركي)
عشق وجزاء أو الحب والعقاب  (Aşk ve Ceza) هو مسلسل درامي تلفزيوني تركي تم بثه سنة 2010 من بطولة الممثلة التركية نورغول يشيلتشاي

والممثل التركي مراد يلدرم من إنتاج قناة أي تي في التركية، وقد تم بث هذه السلسلة في أكثر من 43 بلدا حول العالم
Abu Dhabi TV 3 February 2025 Program 
19:00 - Chef in Chicken 
20:00 - Aşk ve Ceza

## القصة 361 2M
امرأة تبلغ من العمر 29 عامًا تدعى Yasemin (Nurgül Yeşilçay) تعمل في وكالة إعلانات.  كانت مع خطيبها محمد (كانر كرتاران) لأكثر من ثلاث سنوات.  قبل أسبوع من زفافهما.  تنقلب حياتها رأسًا على عقب لأنها تشعر بالخيانة الشديدة وعدم التقدير.  إنها تسقط كل شيء وتذهب إلى بودروم.  في فان، تزوج جيجيك (فريد جيتين) من كمال بالدار (علي يجيت)، الابن الأكبر لعائلة بالدار القوية.  يذهب شقيق كمال بالدار الأمريكي المتعلم والحديث صافاش إلى بودروم لقضاء إجازة بعد زفاف أخيه.  هذان الشخصان لهما أول لقاء في حانة في بودروم.  ياسمين، التي تعرضت للخيانة والدمار بسبب مجريات الأحداث مع خطيبها، تجد نفسها بين أحضان سافاش بعد ليلة من شرب الخمر بكثرة.  بعد أن حملت الشعور بالذنب والندم بعد ليلة واحدة، غادرت دون أن تعلم اسم سافاش.  كما فشل سافاش في معرفة من هي الفتاة التي سرقت قلبه في تلك الليلة.  بعد تلقيه مكالمة هاتفية لإبلاغه بوفاة شقيقه المتزوج حديثًا ووالده في حادث سيارة، عاد سافاش إلى إسطنبول كرئيس لأسرته.  في غضون ذلك، اكتشفت ياسمين أنها حامل بطفل سافاش، ثم أنجبت طفلاً اسمه عمر.  بينما يستمر سافاش في التعامل مع مشاكل عائلته غير التقليدية، فإنه لا يتوقف عن البحث عن ياسمين، سندريلا.

## المواسم
| الموسم | الموسم | الحلقات | Rango de episodios | تاريخ العرض الاول       | تاريخ العرض الاول   |
| الموسم | الموسم | الحلقات | Rango de episodios | بداية العرض             | نهاية العرض         |
| ------ | ------ | ------- | ------------------ | ----------------------- | ------------------- |
|        | 1      | 31      | 1 - 31             | 6 de enero de 2010      | 8 de junio de 2010  |
|        | 2      | 30      | 32 - 62            | 6 de septiembre de 2010 | 27 de junio de 2011 |

## أبطال المسلسل Jouzae 2
- نورغول يشيلتشاي: ياسمين بالدار أوستون
- مراد يلدرم: صفاش بالدار
- فريدة شتين: تشيتشيك موران بالدار
- تومريس إينجر: شاهنور بالدار (الأم الكبرى زوجة الأغا)
- كرم أتابي اوغلو: بالا عبد الكريم خال صواش بالدار
- زينب بيشرلير: نادية
- كانير كورتاران: محمد (خطيب ياسمين سابق)
- جوكتشي يانارداغ: نازان نادية بالدار
- أوكتاي جورسوي: جيم صديق سافاش المقرب
- سينور كايا: ليلى أوستون
- نازان كيسال: سيفغي
- جانك ارتان: بورا ناديان
- خليل كوموفا: أحمد موران
- أركان بيكتاش: يافوز موران
- علي يغيت: كمال بالدار
- امراح الجيبوا: أشرف (صديق صفاش بالدار)

## روابط خارجية
- الحب والعقاب على موقع IMDb (الإنجليزية)
- الحب والعقاب على موقع نتفليكس (الإنجليزية)
- الحب والعقاب على موقع كينوبويسك (الروسية)
- الحب والعقاب على موقع قاعدة بيانات الفيلم (الإنجليزية)